# Teatro Garrick
O Teatro Garrick foi um teatro com 910 assentos, construído em 1890 e situado na 35th Street em Nova Iorque. Projetado pelo arquiteto Francis portal Kimball e comissionado por Edward Harrigan, que administrou o teatro até o ano de 1895.
Foi fechado em 1929 e destruído em 1932.